# Teunkie van der Sluijs
Teunkie van der Sluijs (Roermond, 18 januari 1981) is een Nederlands-Brits regisseur en vertaler van toneelteksten, die voornamelijk werkzaam is in Nederland, in Groot-Brittannië en sporadisch in de Verenigde Staten. Hij volgde de theaterregie-opleiding aan de toneelschool in Londen (Rose Bruford College of Theatre & Performance) en studeerde aan de National Film and Television School in Engeland, na een studie Theaterwetenschap aan de Universiteit van Amsterdam te hebben voltooid.

## Nederlandse carrière
Van der Sluijs heeft geregisseerd voor een reeks theatergezelschappen, waarbij hij regelmatig Nederlandse premières van Brits en Amerikaans repertoire ensceneert, en zich inzet voor repertoire van makers van kleur. Hij regisseerde in 2016 de eerste Nederlandse opvoering van het Broadwaystuk A Raisin in the Sun (1959) van Lorraine Hansberry, waarvoor theatergezelschap Well Made Productions werd bekroond met de Amsterdamprijs voor de Kunst in 2017. Acteurs Joy Wielkens, Yannick Jozefzoon, Jetty Mathurin en André Dongelmans speelden daarin een hoofdrol. Ook regisseerde Van der Sluijs de twee toneelstukken die gebaseerd zijn op A raisin in the sun: Beneatha's Place (2013) van Kwame Kwei-Armah in 2018, met onder anderen Joy Wielkens (opnieuw), Mandela Wee Wee, Boris van der Ham en Fockeline Ouwerkerk (de Europese première van dit stuk) en Clybourne Park (2010) van Bruce Norris in 2019, met onder anderen Joy Wielkens (opnieuw), Anke van 't Hof, Sergio IJssel en Yorick Zwart. Alle drie de stukken waren vertaald door Esther Duysker.
Andere producties waren onder andere The Mountaintop - over Martin Luther King - Longen van Duncan Macmillan met Teun Kuilboer en Laura de Boer en Motortown van Simon Stephens. Daarnaast heeft Van der Sluijs theatervoorstellingen gemaakt bij onder meer Het Zuidelijk Toneel, bij het Compagnietheater, bij het Rozentheater in Amsterdam, de Koninklijke Schouwburg in Den Haag en het Festival aan de Werf in Utrecht. Van 2014 tot 2016 was Van der Sluijs resident director van de theaterproductie Anne over het leven van Anne Frank. 
In het verleden werkte Van der Sluijs sporadisch als acteur, en was te zien in onder meer Goede tijden, slechte tijden (1990) en Remembering Anne Frank (1998).

## Buitenlandse carrière
Van der Sluijs maakte onderdeel uit van de artistieke staf van theater HOME in Manchester. Hij werkte eerder als stafregisseur voor het Royal National Theatre in Londen. Hij regisseerde onder meer een theaterbewerking van de Franse speelfilm La Haine voor het Barbican Theatre in Londen, en hij werkte als regisseur voor theaters zoals het Orange Tree Theatre, Arcola Theatre, Assembly Rooms Edinburgh en Battersea Arts Centre. 
Na zijn afstuderen van de regieopleiding aan de toneelschool Rose Bruford College of Theatre and Performance in Zuid-Londen maakte Van der Sluijs zijn debuut met Yasser van Abdelkader Benali in de Koninklijke Schouwburg in Den Haag. De voorstelling toerde ook naar Londen, Edinburgh en Chicago. Vervolgens werkte hij voor het Orange Tree Theatre, waar hij onder meer Winter van de Noorse auteur Jon Fosse regisseerde, een voorstelling die ook in de theaterzaal van De Melkweg speelde in Amsterdam. Ook regisseerde Van der Sluijs bij het Public Theater in New York, en bij Battersea Arts Centre, het Arcola Theatre en het Pleasance Theatre in Londen. In Engeland regisseerde hij afleveringen van het radioprogramma Urban Scrawl en werkte hij op het Londense West End. 
In 2010 won Van der Sluijs de T.S. Eliot-bursary voor regisseurs. Deze uitwisselingsbeurs werd hem uitgereikt door het Old Vic Theatre van Kevin Spacey, en stelde Van der Sluijs in staat enige tijd in de Verenigde Staten door te brengen als theatermaker. Hij was genomineerd voor de Off-West End Award en de Samuel Beckett Award voor beste regie, beiden in 2012.